# Ла Вила ди Појано (Ређо Емилија)
Ла Вила ди Појано је насеље у Италији у округу Ређо Емилија, региону Емилија-Ромања.
Према процени из 2011. у насељу је живело 20 становника. Насеље се налази на надморској висини од 612 м.